# Agö fyr (musikgrupp)
Agö fyr var en folkmusik- och visgrupp från Hudiksvall som var verksam under 1970-talet. Namnet kommer av fyren Agö på Agön utanför staden.
Agö fyr spelade såväl svensk folkmusik som material av utländsk härkomst, såsom irländska ballader och amerikansk squaredans. Som så många andra inom 1970-talets folkmusikvåg spelade man den svenska folkmusiken på sitt eget sätt och med för denna musikform nya instrument som banjo och mandolin.
Agö fyrs andra album "Mjölnarens måg" (1978) var dock helt inriktat på folkvisor som Peter Ahlbom (född 1952) och Gun Eriksson (född 1956) själva samlat in i Hälsingland. År 1977 utgav de även vissamlingen Visor från Hälsingland (Prisma, ISBN 91-518-1041-7, med notskrift av Thomas Allander) vilken innehåller 104 folkvisor.
Agö fyr upplöstes i början av 1980-talet men återförenades i augusti 2008 för en spelning på evenemanget "Kulturskymning i Glada Hudik". Gruppen medverkade även på ett samlingsalbum med titeln "Spegling" vilket spelades in på detta evenemang. 

## Medlemmar
- Jens Ahlbom - kontrabas, sång
- Peter Ahlbom - munspel, mandolin, fiol, gitarr, sång
- Lars Bladin - gitarr, mandolin, sång (endast på "Mjölnarens måg")
- Agneta Bykvist - fiol, gitarr, sång
- Curt Eriksson - banjo, mandolin, gitarr, trumma, sång
- Gun Eriksson - fiol, sång
- Dan Fagerlund - gitarr, flöjter, sång

## Diskografi
- 1975 - Torbjörns klagan/Tranhalsen (singel, BASF 061 5721-5)
- 1977 - Agö fyr, (LP, Forsaljud, Follp-6)
- 1977 - Glimtar ur kulturprogrammen vid ABF Forum, Karlstad 16-17 april 1977 (samlings-LP, A-disc BS 770416 A-B)
- 1978 - Mjölnarens måg (LP, Forsaljud, Follp-8)